# 1403
1403 (MCDIII) fue un año común comenzado en lunes del calendario juliano.

## Acontecimientos
- 2 de febrero: en Francia, Luis II, duque de Borbón, crea la orden de Borbón.
- 21 de mayo: Enrique III de Castilla  manda una embajada a los tártaros de Tamerlán para tratar de conseguir una alianza contra los otomanos.
- 16 de noviembre: en Siria y Turquía se registra un terremoto de 6,8 grados en la escala sismológica de Richter, y un maremoto en el mar Mediterráneo.
- En China comienza la política expansionista de la Dinastía Ming; incorporación de Manchuria, Indochina y Mongolia hacia el 1424
- En Venecia se realiza una cuarentena contra la peste negra

## Arte y literatura
- Posible fecha de composición del Rimado de Palacio, de Pero López de Ayala.

## Nacimientos
- 22 de febrero: Carlos VII, rey francés (f. 1461).
- 11 de junio: Juan IV de Brabante, duque francés (f. 1427).
- 2 de enero: Basilio Bessarión, arzobispo turco, patriarca de Constantinopla y cardenal católico (f. 1472) .

## Fallecimientos
- Bayaceto, sultán otomano (n. 1354).